# Donatas Zavackas
Donatas Zavackas (Klaipėda, 23 aprile 1980) è un dirigente sportivo ed ex cestista lituano.

## Palmarès
- Campionato lituano: 2

Lietuvos rytas: 2008-09, 2009-10
- Campionato lettone: 2

VEF Riga: 2011-12, 2012-13
- Lega Baltica: 1

Lietuvos rytas: 2008-09
- Eurocup: 1

Lietuvos rytas: 2008-09